# Anomala ventriosa
Anomala ventriosa är en skalbaggsart som beskrevs av Ohaus 1911. Anomala ventriosa ingår i släktet Anomala och familjen Rutelidae. Inga underarter finns listade i Catalogue of Life.